# Pterocissus
Pterocissus es un género de plantas de la familia de la vid Vitaceae. Incluye una sola especie, Pterocissus mirabilis. 